# Melanoliberin
Sproščevalni hormon melanotropina (angleško melanotropine releasing hormone, kratica MSH-RH) je hormon hipotalamusa, ki uravnava izločanje melanotropina v hipofizi.